# Milchbar Norderney

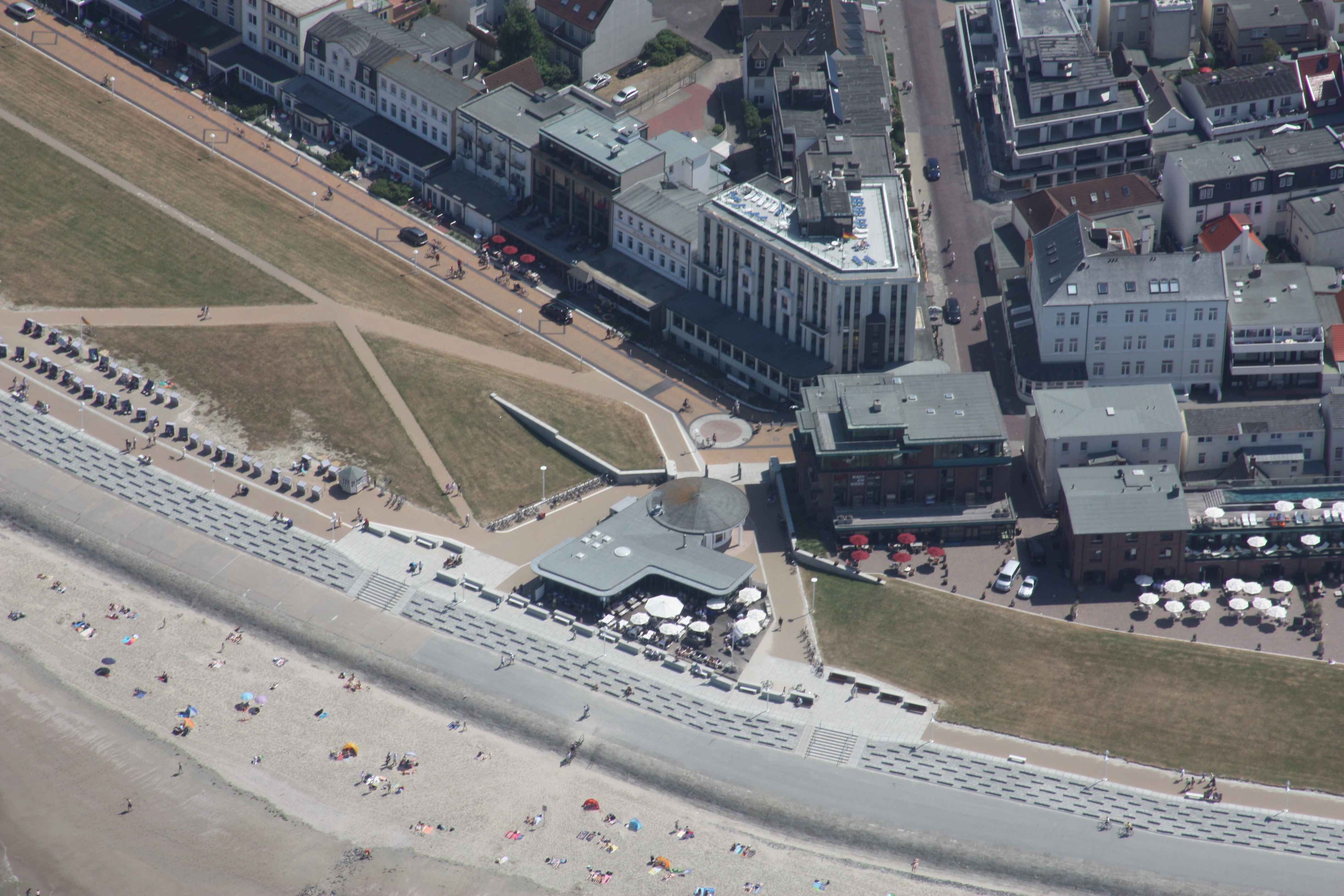
Luftaufnahme der Milchbar am Westkopf der Insel

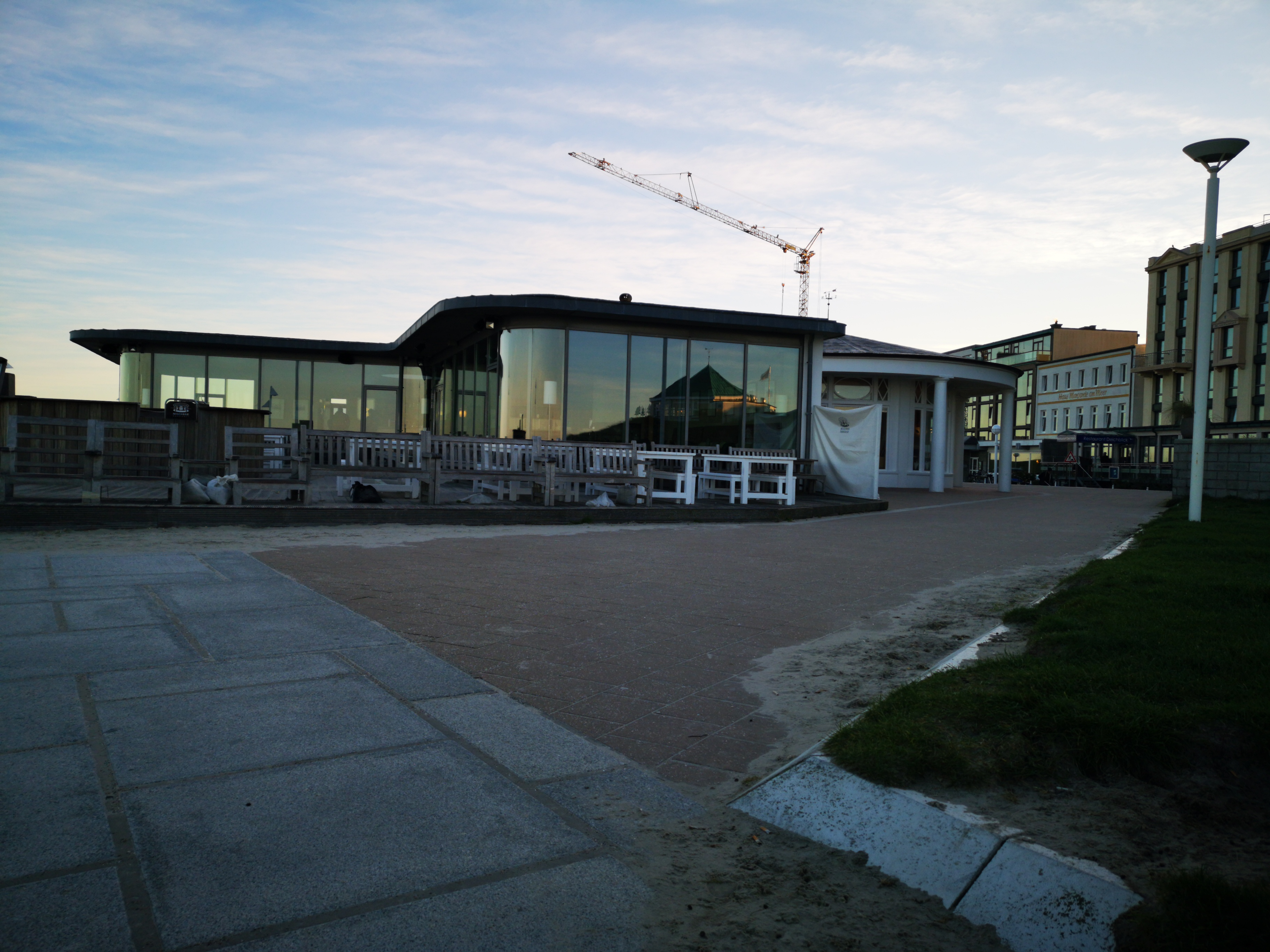
Anbau zur Seeseite an der Promenade aus Glas

Die Milchbar Norderney ist ein Restaurant und ein teilweise unter Denkmalschutz stehendes Bauwerk der Nordseeinsel Norderney. Das Gebäude befindet sich am nordwestlichen Stadtrand, wo Kaiserstraße und Damenpfad zusammenlaufen.

## Geschichte

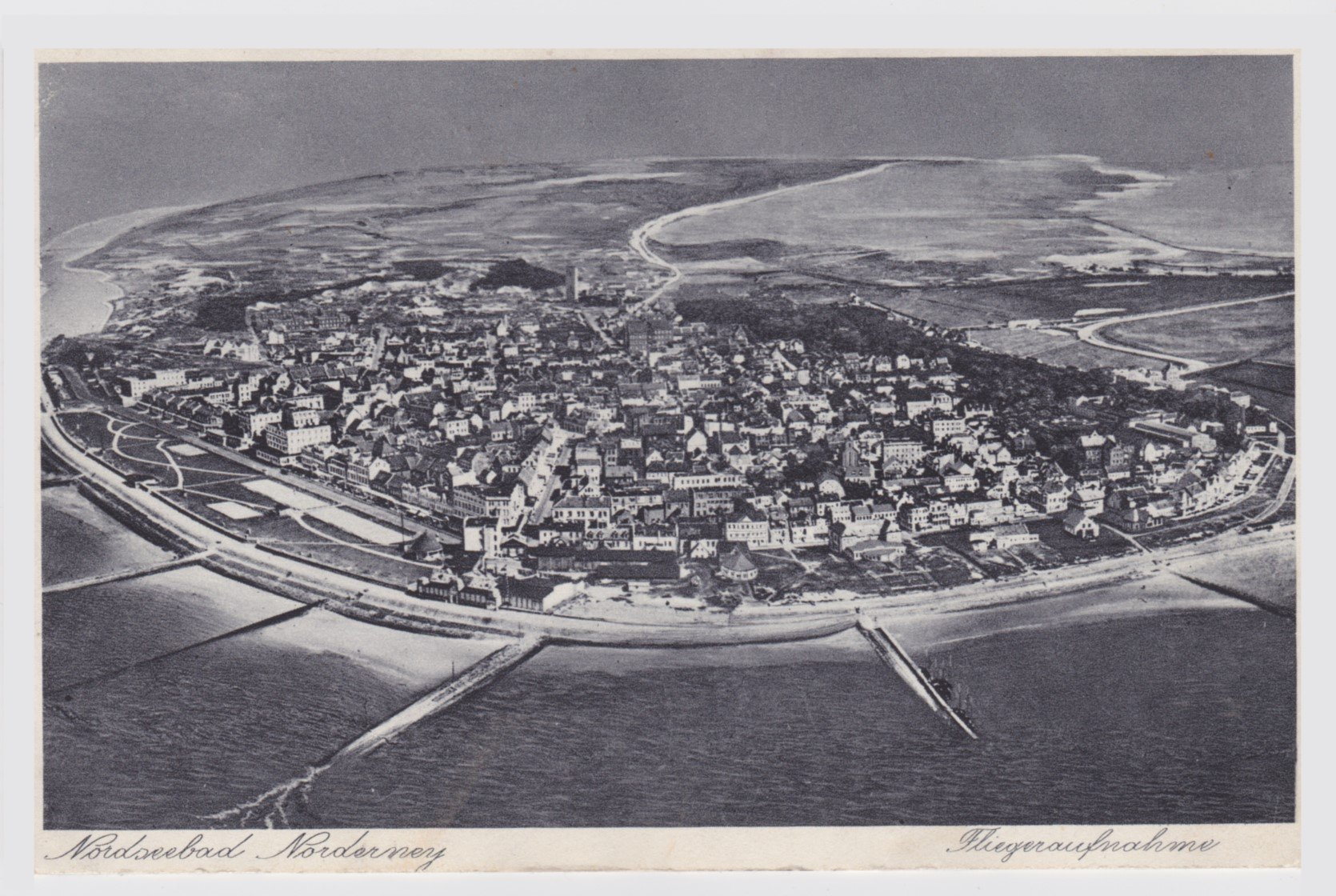
Luftaufnahme von 1937 mit dem Pavillon und der vorgelagerten Viktoriahalle, die nach einer Sturmflut im gleichen Jahr abgerissen wurde. Links davon die Kaiserwiese mit Sportplätzen.

Mit der „Lesehalle am Strande“ existierte an der Stelle des heutigen Gebäudes seit 1887 ein Vorgängerbau. Der Berliner Zeitungsverleger August Scherl ließ 1910 das Gebäude im damaligen „Zeitungsviertel“ Norderneys errichten, zu dem die Braams'sche Strandbibliothek mit Lesehalle und das Gebäude des Ullstein Verlags zählten. Der freistehende Pavillon mit Kegeldach diente in dieser Zeit unter dem Namen „Scherls Lesehalle“ als Buch- und Zeitungsladen mit gleichzeitiger Lesemöglichkeit. Diese Aufgabe erfüllte das Bauwerk bis 1935, dann wurde ein Café mit dem Namen Milch-Trinkhalle in dem Pavillon eingerichtet. Dieser war von 1945 bis 1951 „Tea- und Coffeeroom“ für die britischen Soldaten der Rheinarmee. Die Soldaten befanden sich zur Erholung im seit Mai 1945 eingerichteten „Leave Center“ auf Norderney. Von 1935 bis 1996 wurde die „Milchbar am Meer“ in zwei Generationen von der Familie Focke Albers betrieben und 1952 um einen Anbau als Restaurant und öffentlich zugängliche Toilettenanlage erweitert. In der Milchbar wurden bis in die 1970er Jahre größtenteils Molkereiprodukte von den auf im Ostteil der Insel weidenden Kühen angeboten. In dieser Zeit erfreute sich der Milchreis großer Beliebtheit und dafür ist die Milchbar bis heute bekannt. 1996 übernahm die aus Bremen stammende Familie Brune den Pavillon; das Gebäude trägt seitdem den Schriftzug „Milchbar“ am Eingang zur Ecke Damenpfad/Kaiserstraße.
Im Zuge der Sanierung der Promenade um den Westkopf der Insel zwischen 2001 und 2007 wurden zur Seeseite hin Schwallwände errichtet. Die Schartanlage an der Kaiserstraße wurde an den Eingangsbereich des Pavillons herangeführt und erhöht. Das Gebäude selbst wurde 2006 wegen Schäden an der Bausubstanz saniert und umgebaut. So entstanden mit einem rundum verglasten Vorbau weitere Bereiche des Gebäudes, die sich an der Promenade und näher am Meer befinden. Ebenfalls wurde die öffentlich zugängliche Toilettenanlage modernisiert.

## Heutige Nutzung
Nach der Übernahme durch die Familie Brune wurde das Bewirtungskonzept im Restaurant zu einer Bar und Lounge mit Selbstbedienung umgestaltet. Im nach Norden angebauten Außenbereich der Milchbar an der Strandpromenade finden in den Sommermonaten Musikveranstaltungen und Open-Air-Konzerte statt. Aufgrund der exponierten Lage am äußersten Westkopf der Insel ist der Bereich um die Milchbar ein bei Touristen beliebter Ort.
Neben Musikern tritt das Duo Blank & Jones regelmäßig in der Milchbar auf und veröffentlichte zwischen 2009 und 2022 bislang vierzehn Compilations unter dem Namen Seaside Season mit der Milchbar als Thematik sowie Cover der Alben. Stilistisch handelt es sich bei diesen Alben um Chill-out und Lounge-Musik. Daneben wird in der Milchbar und über den Internetauftritt der hauseigene Merchandise verkauft.

## Architektur
Der Pavillon der Milchbar steht an dem Punkt, an dem Kaiserstraße und Damenpfad zusammenlaufen, auf dem Dünenkamm am Westkopf der Insel. Er ist in der Tradition eines griechischen Rundtempels (Tholos) gebaut und steht unter Denkmalschutz. Die Wand, die den kreisförmigen Grundriss einrahmt, war ursprünglich fast ganz in Glas aufgelöst. Die beiden Türen und die Rechteckfenster nahmen die gesamte Höhe der Pavillonwand ein. Diese Wand war umgeben von acht Säulen, die durch spätere Anbauten heute teilweise entfernt sind. Das von Bruno Paul kreierte hohe Kegeldach mit auffälligem Dachknauf ist einem flachen Kegeldach gewichen. Das niedrigere Dach bietet Sturm und Regen weniger Angriffsfläche, dies ist aufgrund der Lage des Gebäudes direkt am Meer von erheblicher Bedeutung.